# Oscar de la Cinna
Oscar de la Cinna, Baró de la Cinna i Comte de Marcks (Budapest, 1836 - Jerez de la Frontera, 1906) fou un pianista i compositor d'origen hongarès establert a Espanya. Estudià amb Czerny a l'Escola Romàntica de Budapest i fou condeixeble de Franz Liszt. Fou un reconegut virtuós i feu diverses gires per Europa i Amèrica. Residí a França, Anglaterra i Portugal; el 1866 arribà a Mallorca, des d'on partí cap a Alemanya. Finalment s'establí a Sevilla. En les seves gires per a província de Cadis, actuava acompanyat del violinista local molt en voga en aquells anys Luis Odero.
Compta amb una extensa producció musical - quasi completament dedicada al piano - que inclou obres "de saló" i "de concert" de gran dificultat. Cal destacar la Malagueña-Aclamada Op. 183 bis, dedicada a Camille Saint-Saëns, i La Estudiantina nº5, Op. 287, dedicada a Cánovas del Castillo.
La majoria de les seves obres van ser publicades per la Unión Musical Española.